# Australia Occidentale
L'Australia Occidentale (Western Australia in inglese, spesso abbreviato in WA) è uno Stato federato dell'Australia con circa 2 milioni di abitanti che occupa una parte considerevole del continente australiano: circa un terzo (2645615 km²). Il capoluogo dello Stato è la città di Perth (molto isolata rispetto alle città principali del resto dell'Australia), mentre gli abitanti dello Stato son detti Westralians.

## Storia
I primi abitanti (aborigeni) giunsero da nord circa 60 000/40 000 anni fa. I primi Europei furono invece gli Olandesi con Dirk Hartog il 26 ottobre 1616. Il 2 maggio 1829 Charles Howe Fremantes (capitano inglese) prese possesso di "tutta quella parte della Nuova Olanda che non è compresa nel territorio del Nuovo Galles del Sud".
In un primo momento gli insediamenti si svilupparono attorno alle zone fertili dell'Alto Swan ma successivamente la scarsa conoscenza delle condizioni locali e la mancanza di mano d'opera causarono ben presto una situazione di grave difficoltà. Attorno al 1850 alcune esplorazioni relative alla ricerca di nuovi territori e l'introduzione di carcerati per la mano d'opera risolsero il problema.
I coloni continuavano a spingersi nell'entroterra occupando terre indigene cosicché ben presto avvennero scontri segnando l'inizio di una coesistenza difficile. Nel 1890 entra a far parte dell'Impero britannico e nel 1º gennaio 1901 (nonostante la presenza di alcune fazioni secessioniste) nella Federazione Australiana.
Durante la Seconda guerra mondiale alcune città dell'Australia Occidentale (come ad esempio Broome) vennero bombardate dall'aviazione giapponese.

## Geografia fisica

### Territorio
La geografia dell'Australia Occidentale non è molto varia: è perlopiù composta da altipiani che non superano i 600 metri di altezza (Carnarvon Range, Stirling Range); il Monte Meharry è il punto più elevato con i suoi 1 251 metri. Le pianure si estendono lungo tutta la fascia costiera e raggiungono poi gli altipiani.
Il territorio è principalmente sabbioso e arido con una vegetazione scarsa con l'eccezione della parte sud-occidentale, detta Swanland dove si concentra la maggior parte della popolazione.

### Clima
Il clima è tropicale nella zona costiera settentrionale e temperato a sud-ovest; nelle regioni desertiche interne le temperature sono elevate e le precipitazioni assai scarse.
- Temperatura più alta: 50,5 °C registrata il 19 febbraio 1998
- Temperatura più bassa: −6,7 °C registrata il 12 luglio 1969

### Idrografia
Fiumi dell'Australia Occidentale:
- Ashburton
- Avon
- Blackwood
- Chamberlain
- Charnley
- Christmas Creek
- Cokover
- Collie
- De Grey
- Drysdale
- Durack
- Fitzroy
- Fortescue
- Gascoyne
- Greenough
- Hann
- King Edward
- Lyndon
- Lyon
- Minilya
- Murchison
- Nullagine
- Ord
- Swan
- Shaw
- Sturt Creek
- Wooramel
- Yule

### Montagne
- Aloysius (1 085 m)
- Amhert (671 m)
- Augustus (1 106 m)
- Barker (725 m)
- Brockman (1 132 m)
- Bruce (1 236 m)
- Dalgranger (652 m)
- Egerton (994 m)
- Essendon (906 m)
- Gardiner Range (626 m)
- Hale (732 m)
- Jackson (607 m)
- Meharry (1 251 m)
- Ophthalmia Range (1 053 m)
- Peak Charles (658 m)
- Singleton (698 m)
- Wells (914 m)

## Ordinamento dello stato
L'Australia Occidentale è suddivisa in 141 Local Government Areas. Queste aree sono state raggruppate in 9 regioni, suddivise in base a ragioni geografiche ed economiche.

## Politica
Lo Stato ha una forma di governo parlamentare; l'organo legislativo è di tipo bicamerale ed è composto da una camera alta (Legislative Council letteralmente "Consiglio Legislativo") e da una camera bassa (Legislative Assembly letteralmente "Assemblea Legislativa").

## Sport
I maggiori club sportivi dell'Australia Occidentale nelle maggiori leghe sportive australiane sono:
- AFL (Football australiano):
  - Fremantle Dockers
  - West Coast Eagles
- Super 14 (Rugby Union):
  - Western Force
- ACL (Cricket):
  - Western Warriors
- ARC (Rugby League):
  - Perth Spirits
- ALL (Lacrosse):
  - Western Australia
- AHL (Hockey su prato):
  - Western Australia Thundersticks
- A-League (Calcio):
  - Perth Glory
- ABL (Baseball):
  - Perth Heat
- NBL (Pallacanestro):
  - Perth WildCats

## Natura

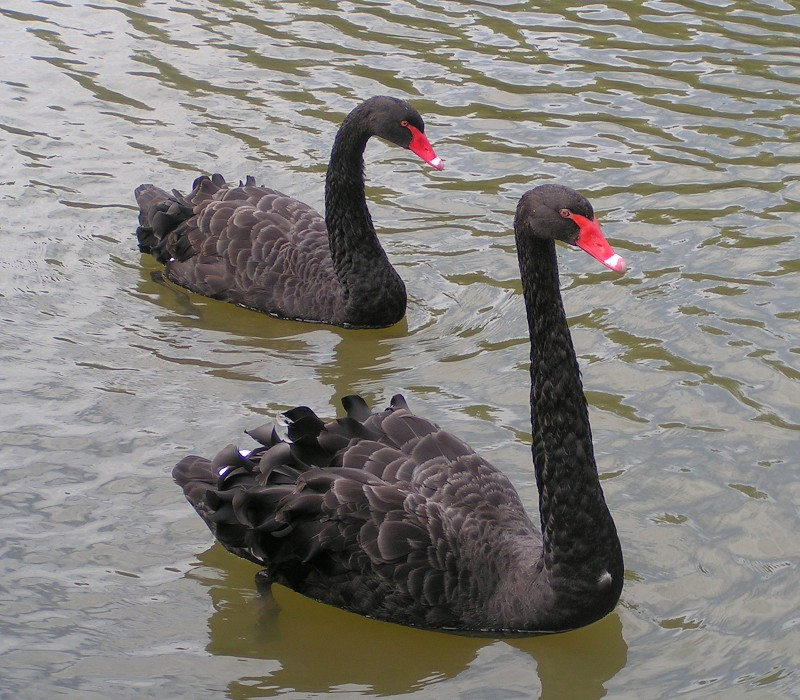
I Black Swans uccelli simbolo dell'Australia Occidentale

### Isole dell'Australia occidentale
- Adele
- Arcipelago delle Ricerche
- Ashmore
- Barrow
- Bernier
- Bonaparte, arcipelago
- Browse
- Buccaneer, arcipelago
- Cartier
- Dampier, arcipelago
- Dirk Hartog
- Dorre
- Hibernia Reef
- Houtman Abrolhos
- Lacepede
- Monte Bello
- Muiron
- Rottnest
- Rowley Shoals
- Scott Reef
- Seringapatam

### Flora
Il sudovest dell'Australia occidentale presenta un grandissimo numero di piante e fiori. Di esse moltissime si sono estinte con l'arrivo degli Europei e con le modalità agricole da essi utilizzate.

### Fauna
Nell'Australia Occidentale vi sono oltre 540 specie di uccelli (il numero può variare in base alla classificazione che si utilizza). Di questi circa 15 al momento sono endemici. L'area più favorevole alla vita degli uccelli è il sud-ovest, che come già detto è l'area climaticamente migliore.